# Traité de Tudilén

Partage des zones d'influences entre la Castille et l'Aragon en 1151.

Le traité de Tudilén est signé en 1151 par le roi Alphonse VII de Castille, dit l'Empereur, et le comte Raimond-Bérenger IV de Barcelone dans le village de Tudilén, en Navarre. Raimond-Bérenger signe ce traité en tant que Prince d'Aragon, doté de tous les pouvoirs du roi d'Aragon Ramire II, son beau-père.

## Présentation
Par cet accord, les deux royaumes entendent se partager le royaume de Navarre et fait suite en cela au traité de Carrión, déjà signé par les mêmes en 1140 dans un esprit semblable. Le traité prévoit également d'allouer au royaume d'Aragon la conquête des territoires et places fortes musulmanes au sud du fleuve Júcar, ainsi que le droit d'annexer le royaume de Murcie, à l'exception des châteaux de Lorca et de Vera.